# برونو مادریگال
برونو مادریگال (به انگلیسی: Bruno Madrigal) یک شخصیت خیالی است که در شصتمین فیلم انیمیشن استودیوی والت دیزنی، انکانتو (2021) ظاهر می شود که با صدای جان لگویزمائو است. او دایی طرد شده میرابل است که توانایی دیدن آینده را دارد؛ او موضوع آهنگ ما درباره برونو صحبت نمی‌کنیم است.

## توسعه
برونو در اصل جوان‌تر بود، تقریباً هم سن میرابل، و به گفته بایرون هاوارد، کارگردان، به‌عنوان «عموی چاق‌تر و خنده‌دارتر» به تصویر کشیده می‌شد. نام تولد او اسکار بود، اما تیم خلاق به دلیل تعداد اسکار مادریگال‌های واقعی در کلمبیا، گزینه‌های دیگری را بررسی کردند. لین مانوئل میراندا، ترانه‌سرا، برونو را از فهرستی از نام‌های بالقوه، از جمله آرلو، آندره، آنکو، مارکو و ایمو انتخاب کرد، زیرا این جمله جذاب «ما درباره برونو صحبت نمی‌کنیم نه نه نه» در آهنگ انکانتو "ما درباره برونو صحبت نمی‌کنیم ". رنگ سبز زمردی به دلیل تجارت زمرد در کلمبیا و خواص عرفانی آن مانند استفاده از زمرد برای پیش بینی آینده به عنوان رنگ اصلی انتخاب شد؛ کومبایا به عنوان منبعی در طراحی برونو استفاده شد. یک ایده برای لباس برونو این بود که او فرشی را که در خانه پیدا کرده بود بپوشد. به گفته هنرمند توسعه بصری مگ پارک، نسخه نهایی لباس او "قرار است لباس تشریفاتی قدیمی باشد که او زمانی که برای مردمی که به دیدنش می‌آمدند چشم‌اندازی از آینده می‌پوشید".

## شخصیت
برونو یکی از اعضای مجموعه ای از سه قلوهایی است که پدرو و آبوئلا مادریگال به دنیا آورده اند و تنها فرزند پسر از این سه است. به جز خواهرزاده 15 ساله اش میرابل، همه اعضای خانواده در پنجمین سالگرد تولدشان یک هدیه جادویی دریافت می کنند؛ هدیه برونو توانایی پیش بینی آینده است. پس از اینکه میرابل نمی تواند هدیه ای دریافت کند، از برونو (که در آن زمان 40 سال دارد) خواسته می شود که یک چشم انداز برای کشف دلیل ایجاد کند و او را می بیند که در مقابل کاسیتا شکسته، خانه آنها ایستاده است. برونو با علم به اینکه این دید میرابل را با بقیه اعضای خانواده و ساکنان شهر که برای کمک به جادو در زندگی روزمره خود متکی هستند در تضاد قرار می دهد، برونو صفحه شیشه ای را می شکند و مخفی می شود و خود را در درون دیوارهای خانه پنهان می کند، تا او همچنان بتواند نزدیک خانواده باشد.
ده سال بعد، زمانی که انیمیشن اتفاق می افتد، میرابل نگران است که جادو در حال شکستن باشد و سایر اعضای خانواده را زیر سوال می برد و متوجه می شود که برونو ممکن است چیزی بداند. در آهنگ " ما درباره برونو صحبت نمی کنیماعضای خانواده مادریگال و شهر به میرابل می‌گویند که برونو بیشتر اتفاقات منفی را پیش‌بینی می‌کرد و او را به خاطر بدبختی‌های خود سرزنش می‌کردند. میرابل بعدا برونو را در دیوارهای خانه پیدا می‌کند و او توضیح می‌دهد که این دید خاص تغییر خواهد کرد. که معنی آن این بود که او ممکن است خانواده را نابود کند یا مشکلات آن را برطرف کند. به اصرار میرابل، او چشم اندازی جدید را به ذهنش خطور می کند که به او نشان می دهد برای نجات خانواده باید چه کاری انجام دهد. کازیتا در نهایت فرو می ریزد و میرابل فرار می کند. اما آمدن مادربزرگش آلما و برونو او را تشویق می کند.آلما و برونو آشتی می کنند و برونو به خانواده بازمی گردد و به آنها و مردم شهر کمک می کند تا کاسیتا را بازسازی کنند.

## پذیرایی
بینندگان این نظریه را مطرح کرده اند که برونو ممکن است عصبی باشد یا دارای یک بیماری روانی باشد. پرنسس ویکس مری سو نوشت که برونو نشان دهنده یک الگوی رایج در خانواده ها است، الگوی "بیگانه های افسرده که خانواده خود را دوست دارند، اما احساس می کنند حضور آنها بیشتر از اینکه مفید باشد آسیب می رساند". درمانگر کادشا آدلکان، که با سی‌ان‌ان مصاحبه کرد، نحوه هویت افراد را با برونو به اشتراک گذاشت: "ما اعضای خانواده داریم که همچنین عصبی هستند یا مشکلات سلامت روانی دارند، و چون متفاوت هستند، از آنها دوری می‌شوند یا از آنها دوری می‌شوند. صحبت نشده است." 